# 1002-га ніч
«1002-га ніч» — радянський художній фільм 1964 року, знятий на кіностудії «Таджикфільм».

## Сюжет
Фільм-концерт, в якому танці, музику і пісні автори фільму вплітають в нехитрий сюжет про те, як веселий Тахір, подорожуючи по нашій прекрасній землі, побачив в зачарованому замку сплячу красуню Зарріну (Сталіна Азаматова). Розбудити її може тільки той, хто талановитіший всіх. І Тахір відправляється на пошуки талантів. До нього приєднуються два стражника, що стоять біля дверей зачарованого замку. Вони спускаються з гір, проходять по долинах і містам, слухають пісні, дивляться танці. З Тахіром і його друзями відбуваються різні кумедні непорозуміння. Нарешті вони в супроводі всіх бажаючих розбудити Зарріну повертаються в замок. Міцно спить Зарріні, але яскравий талант одного молодого танцюриста змушує її прокинутися і взяти участь в концерті. А Тахір знову вирушає в дорогу, щоб шукати красу, таланти і щастя… У фільмі беруть участь солісти театру опери та балету ім. С. Айні, солісти Таджицької держфілармонії і самодіяльних колективів міста Душанбе.

## У ролях
- Абдульхайр Касимов — стражник
- А. Рубаєв — Тахір
- Борис Шліхтінг — стражник
- Анвар Тураєв — епізод
- Сталіна Азаматова — Зарріна
- С. Бурханов — пастух
- Музаффар Бурханов — епізод
- Маліка Сабірова — епізод

## Знімальна група
- Режисер — Мукадас Махмудов
- Сценаристи — Тимур Зульфікаров, Георгій Юнгвальд-Хількевич
- Оператор — Генріх Навроцький
- Художник — Н. Кирюхіна